# Михальченко, Александр Михайлович
Александр Михайлович Михальченко (1914/1915, Херсон — 1970, Одесса) — советский футболист, вратарь.

## Биография
Воспитанник херсонского футбола.
До образования чемпионата СССР играл в местных соревнованиях за клубы Херсона. В 1936 году был приглашён в одесское «Динамо», стартовавшее в группе «В» (третий дивизион). Дебютировал в соревнованиях мастеров в первой официальной игре своего клуба — 24 мая 1936 года против харьковского «Спартака» (0:1), отыграв весь матч. В составе одесского клуба становился четвертьфиналистом Кубка СССР 1937 и 1938 годов, финалистом Кубка Украинской ССР 1937 года, победитель группы «В» чемпионата СССР 1937 года. С 1938 года со своим клубом стал выступать в высшей лиге, дебютный матч сыграл 12 мая 1938 года против ленинградского «Динамо» (1:1). За два сезона в высшем дивизионе сыграл 29 матчей и пропустил 64 гола, а всего за четыре сезона провёл 50 матчей в чемпионате и не менее 8 матчей в Кубке СССР.
В 1940 году был призван в армию. В том же году включался в заявку московского ЦДКА, но не сыграл ни одного матча. Участник Великой Отечественной войны, награждён медалью «За победу над Германией в Великой Отечественной войне 1941—1945 гг.».
В 1945 году был в составе клуба класса «Б» московского МВО. В 1946—1947 годах сыграл 17 матчей в классе «Б» за одесский «Пищевик», а в конце карьеры играл в родном Херсоне.
После окончания игровой карьеры работал тренером в Одессе — в 1948—1949 годах тренировал команду автомеханического техникума. Окончил Киевский ГИФК (1954), затем работал в городской ФШМ, преподавал в Одесском государственном университете, тренировал юношескую сборную Одессы. Среди его воспитанников — Владимир Щегольков.